# 全球二氧化碳监测科学实验卫星
全球二氧化碳监测科学实验卫星，简称碳卫星，是中国的一颗人造地球卫星，用于监测全球二氧化碳浓度，进而监测全球各国二氧化碳排放量，以实现减少碳排放、控制全球变暖的目的。项目由中华人民共和国科技部于2010年立项，中国科学院国家空间科学中心抓总研制；卫星系统由中国科学院微小卫星创新研究院负责，有效载荷由中国科学院长春光学精密机械与物理研究所研制，地面数据接收处理和应用则由中国气象局国家卫星气象中心负责。
碳卫星是继2009年日本发射的温室气体观测卫星（GOSAT）和2014年美国发射的在轨碳观测台2号（OCO-2）之后，全球第三颗专门用于在轨二氧化碳观测的人造地球卫星。

## 任务和载荷
碳卫星搭载了2台有效载荷，分别是高光谱二氧化碳探测仪和多谱段云与气溶胶探测仪。
- 高光谱二氧化碳探测仪为主要载荷，通过监测二氧化碳的吸收光谱以获取二氧化碳的浓度。项目要求监测精度高于4ppm，即二氧化碳浓度变化高于百万分之四时仪器即可发现。[4]
- 多谱段云与气溶胶探测仪为辅助载荷，用于剔除大气中云和颗粒物的影响；由于可以监测大气中的颗粒物，多谱段云与气溶胶探测仪还可起到对中国广泛产生的大气污染进行监测、辅助预报的作用。[5]

碳卫星在海洋上空与陆地上空的观测模式不同。海洋上空利用太阳在海面上的镜面反射提高信噪比，称为“耀斑观测模式”。而在陆地上空没有镜面反射，需要利用地面的漫反射特性，称为“天底探测模式”。除此以外，卫星还需要进行对日、对月、对地定标，因此观测过程中卫星需要不断变换姿态。

## 脚注
1. ↑  2009年OCO发射失败、OCO-2为发射失败后重新制造的卫星。